# 1867年倫敦條約
伦敦条约（法語：  Traité de Londres），继1839 年倫敦条约之后通常被称为第二次伦敦条约，此條約授予卢森堡完全独立和中立。 该條約于 1867 年 5 月 11 日在普奥战争和卢森堡危机结束后签署。它对卢森堡和欧洲大国之间的关系产生了广泛的影响。 

## 效果
倫敦條約的第一条规定的直接效力是確認荷兰和卢森堡為奥兰治-拿骚王朝統治下的共主邦聯。 
重申《1839年伦敦条约》所确立的卢森堡中立地位。未签署早期条约的各方将成为卢森堡中立性的擔保國（比利时是一个例外，因為它本身也必须保持中立）。 
为了确保卢森堡的中立，被称为“北方直布罗陀”的卢森堡城（向西）的防御工事将被拆除，并且永远不会重建。 在东部，这座城市受到深深的河谷和仍然存在的中世纪防御工事的保护。拆除西面和地下防御工事耗时16年，耗资150万金法郎，毁坏了超过24 km（15 mi）防御工事。的地下防御工事和4公頃（9.9英畝）的炮台和营房等
此外，根据维也纳会议的决定，自1815年以来一直驻扎在卢森堡的普鲁士軍隊也被撤出。 
普奥战争导致德意志邦聯崩溃。两个前成员，卢森堡大公国和林堡公国，以荷兰国王为国家元首（卢森堡大公和林堡公爵）。为了进一步闡明邦聯灭亡后此兩政權的國際地位，《伦敦条约》确立了邦聯的终结，并规定林堡及其所有“领土”从此被视为“荷兰王国不可分割的一部分” ”。 

## 签署者
该条约由欧洲所有大国的代表签署： 
- 奧地利帝國, 由Count Rudolf Apponyi代表
- 比利時王國, 由Sylvain Van de Weyer代表
- 法蘭西第二帝國, 由 Prince de La Tour d'Auvergne-Lauraguais代表
- 義大利王國, 由 Marquis d'Azeglio代表
- 盧森堡大公國, 由 维克托·德·托纳科和 埃马纽埃尔·塞尔韦代表
- 荷蘭王國, 由Baron Bentinck代表
- 普魯士王國, 由 Count Bernstorff-Stintenburg代表
- 俄羅斯帝國, 由Baron Brunnow代表
- 大不列颠及爱尔兰联合王国, 由 第十五代德比伯爵爱德华·斯坦利代表

意大利王國原本没有被邀请，但義大利國王维克托·伊曼纽尔二世说服其他国王和皇帝邀请他的代表。因为義大利与卢森堡关系不大，该条约并没有以任何明显的方式直接影响意大利。然而，这是意大利首次以大国身份受邀参加国际会议，因此对于刚刚在國際間抬頭的意大利王国具有象征意义。